# Državni sekretar za evropske integracije (Crna Gora)
Državni sekretar za evropske integracije je politička funkcija u Crnoj Gori.
U nadležnosti državnog sekretara spadaju praćenje i koordinaciju procesa evropske integracije kroz rukovođenje radom Generalnog direktorata za evropske integracije i Generalnog direktorata za koordinaciju programa pomoći EU u Ministarstvu inostranih poslova i evropskih integracija. Jedan od osnovnih zadataka državnog sekretara je Pristupanje Crne Gore Evropskoj uniji.
Državni sekretar prati i analizira osnovne pravce spoljne politike i reakcije u međunarodnom okruženju u oblasti EU i daje predloge za realizaciju spoljno-političkih prioriteta na unutrašnjem i međunarodnom planu.
Vlada Crne Gore je, na sjednici održanoj 25. IV 2012, na ovu funkciju imenovala ambasadora Aleksandra Andriju Pejovića.

## Spoljašnje veze
- Ideja-evropske-integracije-je-objedinila-sve-potencijale-crne-gore/
- Zvanična stranica Ministarstva inostranih poslova i evropskih integracija Crne Gore[мртва веза]
- Delegacija Evropske unije u Crnoj Gori